# Rennrodel-Weltcup 1990/91
Die Weltcupsaison 1990/91 im Rennrodeln begann am 24. November 1990 im sächsischen Altenberg und endete am 17. Februar 1991 in Igls in der Bundesrepublik Deutschland. Ein weiterer Saisonhöhepunkt waren die Rennrodel-Weltmeisterschaften, die im deutschen Winterberg stattfanden.
Gesamtweltcupsieger wurde bei den Frauen Susi Erdmann aus Deutschland, bei den Männern siegte Markus Prock aus Österreich und bei den Doppelsitzern gewann das italienische Duo Hansjörg Raffl/Norbert Huber seinen sechsten Gesamtweltcup.
Die Saison wurde an sieben Weltcupstationen in Europa ausgetragen, darunter befanden sich alle vier deutschen von der FIL zugelassenen internationalen Rodelbahnen.

## Weltcupergebnisse
| Datum                 | Ort        | Disziplin     | Sieger                        | Zweiter                      | Dritter                     |
| --------------------- | ---------- | ------------- | ----------------------------- | ---------------------------- | --------------------------- |
| 24./25. November 1990 | Altenberg  | Einsitzer (F) | Gabriele Kohlisch             | Gerda Weissensteiner         | Cammy Myler                 |
| 24./25. November 1990 | Altenberg  | Einsitzer (M) | Markus Prock                  | Jens Müller                  | Arnold Huber                |
| 24./25. November 1990 | Altenberg  | Doppel (M)    | Stefan Krausse Jan Behrendt   | Hansjörg Raffl Norbert Huber | Yves Mankel Thomas Rudolph  |
| 1./2. Dezember 1990   | Oberhof    | Einsitzer (F) | Jana Bode                     | Susi Erdmann                 | Gabriele Kohlisch           |
| 1./2. Dezember 1990   | Oberhof    | Einsitzer (M) | Jens Müller                   | Markus Prock                 | René Friedl                 |
| 1./2. Dezember 1990   | Oberhof    | Doppel (M)    | Jörg Hoffmann Jochen Pietzsch | Kurt Brugger Wilfried Huber  | Stefan Krausse Jan Behrendt |
| 8./9. Dezember 1990   | Königssee  | Einsitzer (F) | Jana Bode                     | Susi Erdmann                 | Gerda Weissensteiner        |
| 8./9. Dezember 1990   | Königssee  | Einsitzer (M) | Georg Hackl                   | René Friedl                  | Markus Prock                |
| 8./9. Dezember 1990   | Königssee  | Doppel (M)    | Jörg Hoffmann Jochen Pietzsch | Kurt Brugger Wilfried Huber  | Yves Mankel Thomas Rudolph  |
| 15./16. Dezember 1990 | Sarajevo   | Einsitzer (F) | Gerda Weissensteiner          | Susi Erdmann                 | Julia Antipowa              |
| 15./16. Dezember 1990 | Sarajevo   | Einsitzer (M) | Markus Prock                  | Georg Hackl                  | Markus Schmidt              |
| 15./16. Dezember 1990 | Sarajevo   | Doppel (M)    | Hansjörg Raffl Norbert Huber  | Stefan Krausse Jan Behrendt  | Kurt Brugger Wilfried Huber |
| 19./20. Januar 1991   | Winterberg | Einsitzer (F) | Susi Erdmann                  | Gabriele Kohlisch            | Gerda Weissensteiner        |
| 19./20. Januar 1991   | Winterberg | Einsitzer (M) | Georg Hackl                   | Markus Prock                 | Arnold Huber                |
| 19./20. Januar 1991   | Winterberg | Doppel(M)     | Hansjörg Raffl Norbert Huber  | Stefan Krausse Jan Behrendt  | Yves Mankel Thomas Rudolph  |
| 9./10. Februar 1991   | St. Moritz | Einsitzer (F) | Susi Erdmann                  | Julia Antipowa               | Jana Bode                   |
| 9./10. Februar 1991   | St. Moritz | Einsitzer (M) | Georg Hackl                   | Markus Prock                 | Arnold Huber                |
| 9./10. Februar 1991   | St. Moritz | Doppel(M)     | Stefan Krausse Jan Behrendt   | Hansjörg Raffl Norbert Huber | Kurt Brugger Wilfried Huber |
| 16./17. Februar 1991  | Igls       | Einsitzer (F) | Gerda Weissensteiner          | Susi Erdmann                 | Doris Neuner                |
| 16./17. Februar 1991  | Igls       | Einsitzer (M) | Markus Prock                  | Georg Hackl                  | Jens Müller                 |
| 16./17. Februar 1991  | Igls       | Doppel(M)     | Hansjörg Raffl Norbert Huber  | Yves Mankel Thomas Rudolph   | Stefan Krausse Jan Behrendt |

## Weltcupstände

### Frauen
| Rang | Rodlerin             | Land               |
| ---- | -------------------- | ------------------ |
| 1.   | Susi Erdmann         | Deutschland        |
| 2.   | Gerda Weissensteiner | Italien            |
| 3.   | Gabriele Kohlisch    | Deutschland        |
| 4.   | Jana Bode            | Deutschland        |
| 5.   | Cammy Myler          | Vereinigte Staaten |
| 6.   | Julia Antipowa       | Sowjetunion        |

### Männer
| Rang | Rodler        | Land        |
| ---- | ------------- | ----------- |
| 01.  | Markus Prock  | Österreich  |
| 02.  | Georg Hackl   | Deutschland |
| 03.  | Jens Müller   | Deutschland |
| 04.  | René Friedl   | Deutschland |
| 05.  | Arnold Huber  | Italien     |
| 05.  | Norbert Huber | Italien     |

### Doppelsitzer
| Rang | Duo                               | Land        |
| ---- | --------------------------------- | ----------- |
| 01.  | Hansjörg Raffl/Norbert Huber      | Italien     |
| 02.  | Stefan Krausse/Jan Behrendt       | Deutschland |
| 03.  | Kurt Brugger/Wilfried Huber       | Italien     |
| 04.  | Yves Mankel/Thomas Rudolph        | Deutschland |
| 05.  | Jörg Hoffmann/Jochen Pietzsch     | Deutschland |
| 06.  | Gerhard Gleirscher/Markus Schmidt | Österreich  |